# Bayerischer Krieg (1420–1422)
Der Bayerische Krieg von 1420 bis 1422, auch Großer Krieg der Herren genannt, war eine Auseinandersetzung zwischen Ludwig VII. von Bayern-Ingolstadt und Heinrich XVI. von Bayern-Landshut.

## Ausgangslage und Verlauf
Der Konflikt mit Heinrich XVI., der bereits mit Stephan III. im Streit gelegen hatte, überschattete Ludwigs VII. mehr als dreißigjährige Regierungszeit. Dass Ludwig seinen Widersacher nach dem Mordversuch in Konstanz einen „pluethunt“ (Bluthund) nannte, trug sicher nicht zur Entschärfung des Konflikts bei.
Heinrich XVI., der einer Bestrafung für den Angriff auf Ludwig nur durch die Fürsprache Friedrichs von Brandenburg und seiner Münchener Vettern Ernst und Wilhelm III. und vor allem durch die Zahlung von 6000 Gulden an König Sigismund entgehen konnte, sann auf Rache. Der Kampf zwischen der von ihm geführten Konstanzer Liga und Ludwig gipfelte 1420 bis 1422 im Bayerischen Krieg, der mit dem Überfall auf die Nürnberger Burggrafenfeste durch den Ingolstädter begann und mit seiner Niederlage gegen die Münchener Herzöge in der Schlacht bei Alling endete.
Johann III., der seit 1418 als Nachfolger seines verstorbenen Bruders Wilhelm Herzog von Straubing-Holland war und den Ludwig gern auf seiner Seite gehabt hätte, verhielt sich neutral.

## Zerstörungen
Prominentestes Opfer des Krieges wurde die Nürnberger Burggrafenburg, die in einer Handstreichaktion von Ingolstädter Truppen eingenommen und niedergebrannt wurde. Der Ort Neidertshofen
bei Gaimersheim wurde vermutlich im Bayerischen Krieg zerstört. Zu den zerstörten Burgen gehört weiterhin Burg Guttenberg bei Kraiburg am Inn in Oberbayern oder auch Burg Betzenstein (bei Betzenstein). Der Krieg zog auch das untere Altmühltal und den Hahnenkamm schwer in Mitleidenschaft; so wurden Dettenheim sowie Solnhofen niedergebrannt und Dornhausen weitgehend zerstört.

## Kriegsende
Auf Betreiben König Sigismunds, der seine Kräfte auf die Hussiten zu konzentrieren gedachte, wurde am 2. Oktober 1422 unter Vermittlung des Eichstätter Fürstbischofs Johann II. von Heideck in Regensburg ein vierjähriger Waffenstillstand zwischen den verfeindeten Parteien geschlossen. Das Herzogtum Bayern-Ingolstadt wurde zeitweilig einem königlichen Landeshauptmann unterstellt, Ludwig VII. folgte dem König an dessen Hof in Ungarn, und Heinrich XVI. wurde zur Unterstützung des Deutschen Ordens nach Litauen geschickt. Ludwig verlegte sich nun wieder auf den Rechtsweg und unterstützte eine Klage gegen Heinrich wegen des Mordversuchs von Konstanz und der Zerstörung der Stammburg des bayerischen Ritters Kaspar Törring beim Waginger See.